# IC 4151
IC 4151 ist ein Galaxientrio im Sternbild Jagdhunde am Nordsternhimmel, welches schätzungsweise 950 Millionen Lichtjahre von der Milchstraße entfernt ist.
Das Objekt wurde am 21. März 1903 von Max Wolf entdeckt.